# Alcazar (band)
 For alternative betydninger, se Alcazar. (Se også artikler, som begynder med Alcazar)
Alcazar er en svensk popgruppe dannet i 1998.

## Diskografi
- 2000 – Casino
- 2003 – Alcazarized
- 2004 – A tribute to ABBA
- 2004 – Dancefloor Deluxe
- 2009 – Disco Defenders
- 2009 – Disco Defenders (Special edition)